# كلر لاين
كلر لاين (بالإنجليزية: Color Line) هي شركة خطوط ملاحية نرويجية وواحدة من أكبر مشغلي العبارات في النرويج. توظف الشركة حاليًا 3500 شخصًا في أربع دول، وتدمج خدمات نقل الركاب والبضائع مع الإقامة الفندقية بخدمات التسوق والمطاعم والترفيه.
تأسست الشركة في عام 1990 عندما تم دمج شركتي شحن نرويجيتين هما ياري لاين و نورواي لاين.  حيث كانت ياري لاين تسير العبارات بين أوسلو وكيل منذ عام 1961 ،  في حين كانت شركة نورواي لاين تدير العبارات بين بيرغن ونيوكاسل منذ عام 1986. 
خلال عام 1990 استحوذت كلر لاين أيضًا على عمليات شركة فريد.أولسن لاينز للعبارات،  وبالتالي توسيع منطقة أعمال الشركة الجديدة ليضم مسارات بين النرويج و الدنمارك.

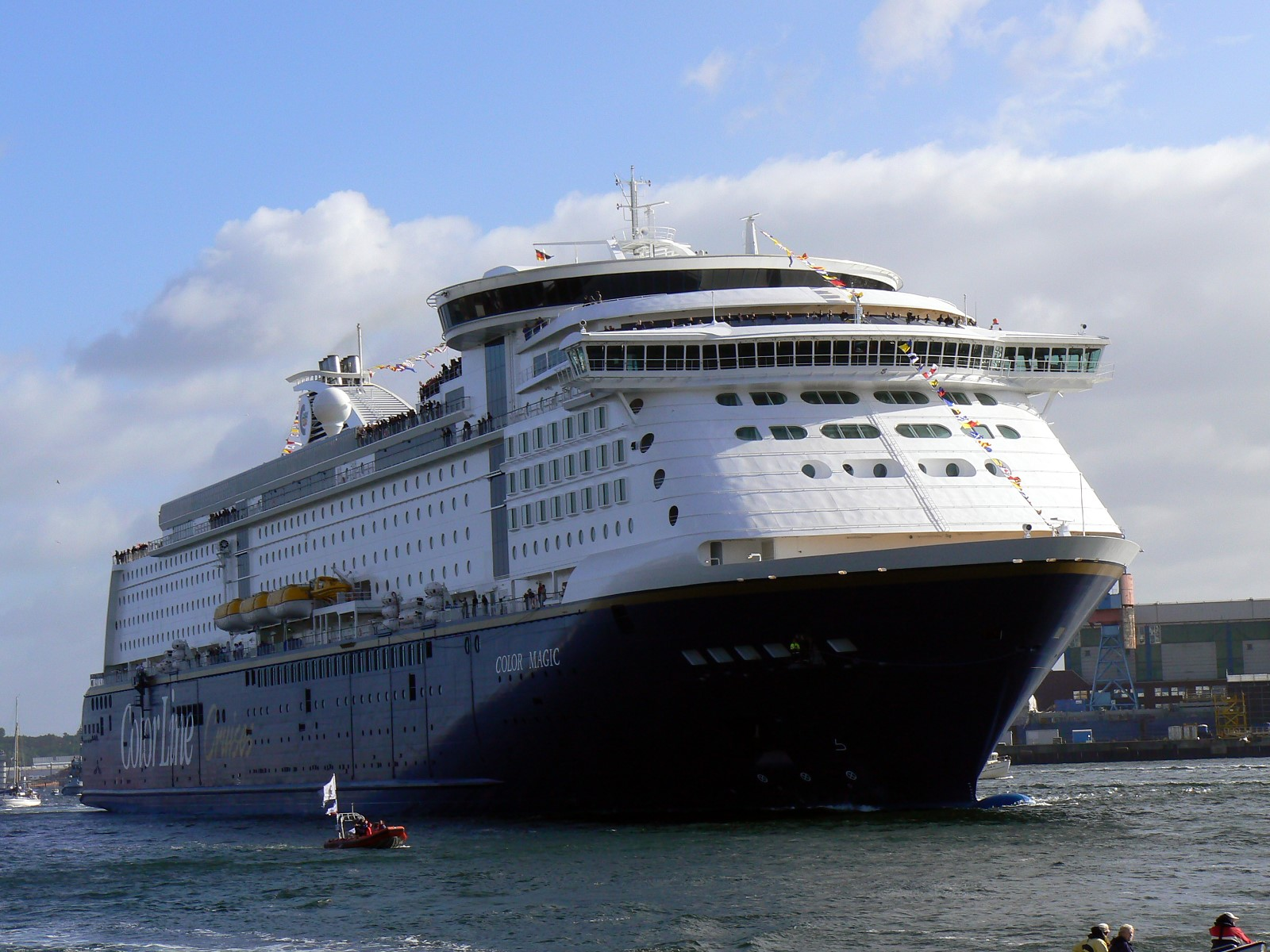
إم إس كلر ماجيك

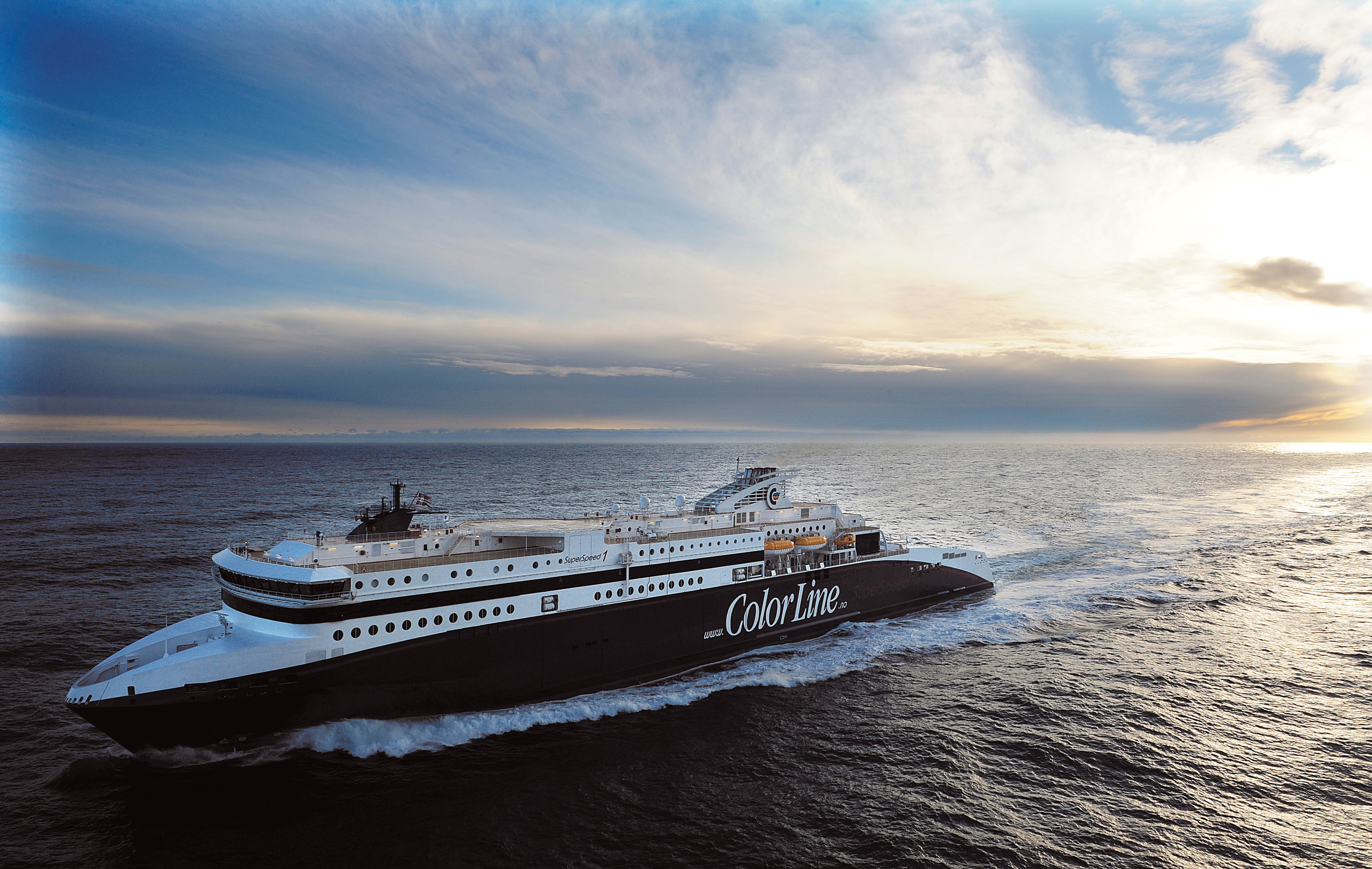
إم إس سوبرسبيد 1 بين كريستيانساند - هیرتشال

## الأسطول الحالي
| السفينة          | البناء | في الخدمة منذ | المسار                | الحمولة   | التسجيل | ملاحظة             |
| ---------------- | ------ | ------------- | --------------------- | --------- | ------- | ------------------ |
| إم إس كلر فانتزي | 2004   | 2004          | أوسلو–كيل             | 75٬027 GT | النرويج |                    |
| إم إس كلر ماجيك  | 2007   | 2007          | أوسلو–كيل             | 75٬100 GT | النرويج | أكبر عبارة سياحية. |
| إم إس سوبرسبيد 1 | 2008   | 2008          | كريستيانساند–هیرتشال  | 33٬500 GT | النرويج |                    |
| إم إس سوبرسبيد 2 | 2008   | 2008          | لارفيك–هیرتشال        | 33٬500 GT | النرويج |                    |
| إم إس كلر هايبرد | 2019   | 2019          | ساندفيورد – سترومستاد | 27٬000 GT | النرويج |                    |

## وصلات خارجية
- الموقع الرسمي